# Aphrophora corticea
Aphrophora corticea är en insektsart som beskrevs av Ernst Friedrich Germar 1821. Aphrophora corticea ingår i släktet Aphrophora och familjen spottstritar. Arten är reproducerande i Sverige. Inga underarter finns listade i Catalogue of Life.